# Comunicación de procesos secuenciales
CSP (Comunicación de Procesos Secuenciales) es un modelo de programación de sistemas concurrentes basado en la comunicación entre procesos.

## Definición del modelo
- Estructuras de control secuenciales: órdenes con guarda de Dijkstra: <condición o guarda> -> <acción>.

- Ejecución concurrente de los procesos.

- Órdenes especiales de entrada/salida entre procesos: Pj!e Pi?x.
  - La comunicación tiene lugar cuando un proceso 'Pi' nombra a otro proceso 'Pj' como destino de su salida, y 'Pj' nombra a 'Pi' como origen de su entrada.
  - No existe buffering. Los procesos que van a enviar o recibir mensajes quedan bloqueados hasta que consiguen la comunicación (o no).
- No se crean ni se destruyen procesos durante la ejecución de los programas (son estáticos).
- No existe recursividad.

- Datos: Q1120460